# جيمس إدوين روبرتسون
جيمس إدوين روبرتسون (بالإنجليزية: James Edwin Robertson)‏ هو سياسي كندي، ولد في 8 أكتوبر 1840، وتوفي في 30 أكتوبر 1915. حزبياً، نشط في الحزب الليبرالي الكندي. وقد انتخب عضو مجلس الشيوخ الكندي وانتخب عضو مجلس العموم الكندي.